# 卜內門洋行 (重慶)
卜內門洋行位於重慶市南岸區周家灣61號，文物遺址年代為1915年，2009年12月15日列為第二批重慶市文物保護單位。

## 历史
1873年，英国人卜内与门氏合作，创建卜内门洋行，由经营洋碱起家，总部在伦敦，主要经营纯碱、化肥。近代的卜内门有限公司集团是世界五大公司之一、英国当时的四大公司之一，在英国有工厂300多家。1903年，英国卜内门公司在重庆开设机构，由英国商人卜内与门氏两人合伙投资，生产经营纯碱、肥料、农药等化工产品。1915年，他们在现在重庆的滨江路五船路口（现在的周家湾63号）修建了两幢建筑作为办公机构和仓库。建筑依山临江而建，楼高三层，临江面有外廊，底层采用横向条石砌筑，二三层选用的材料是青砖。

## 图集

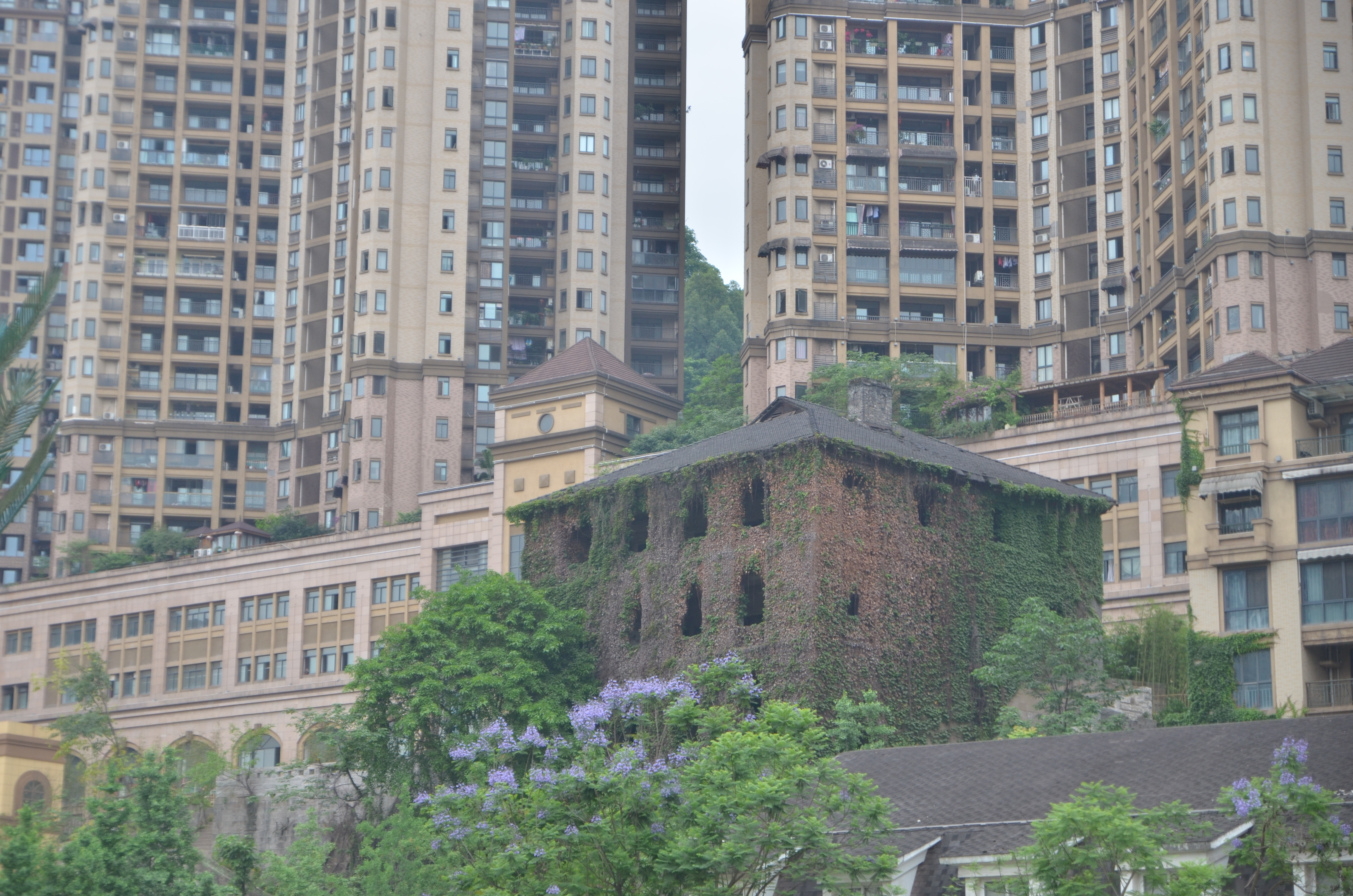
卜内门洋行 从南滨路眺望
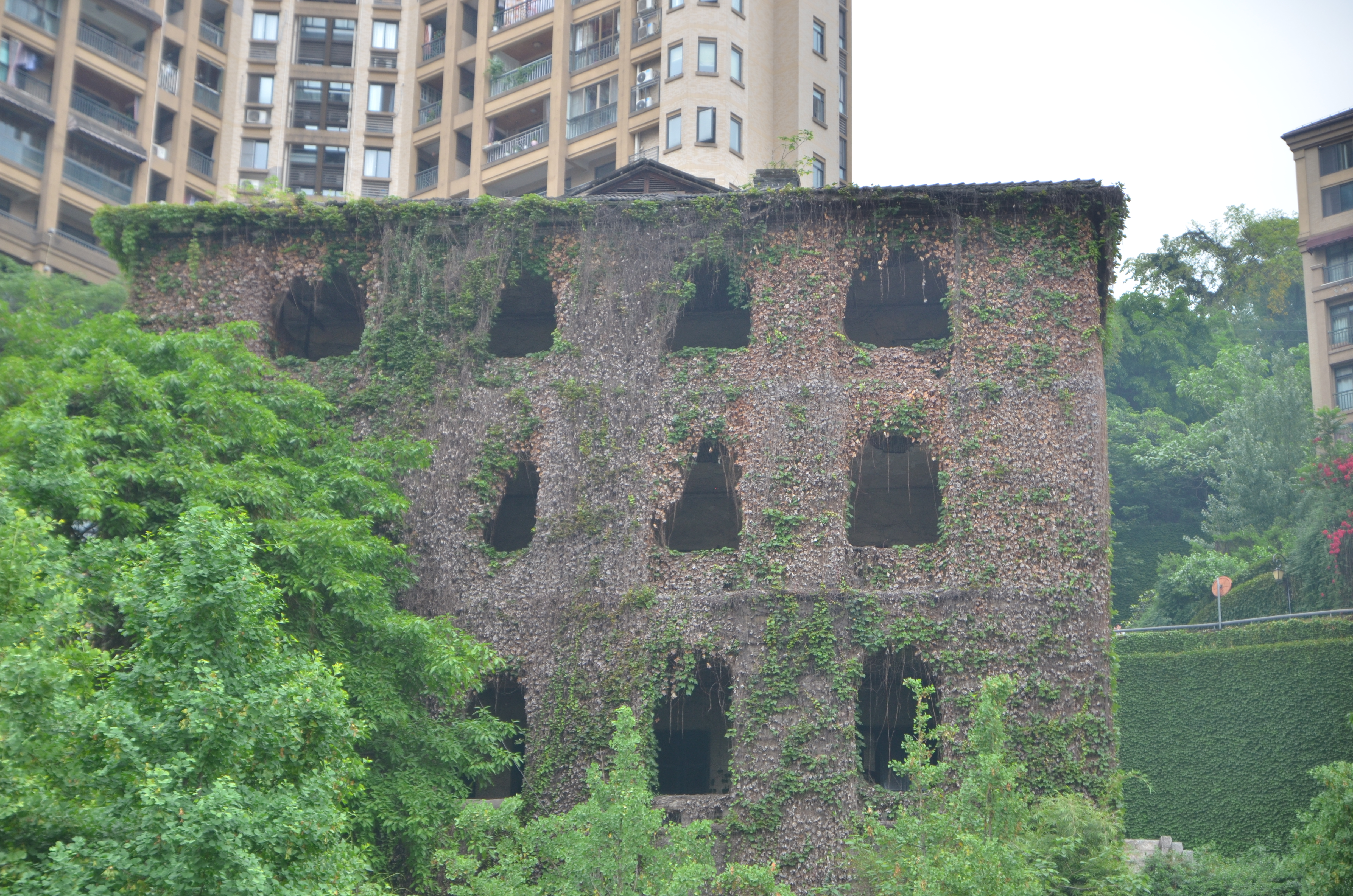
卜内门洋行正立面
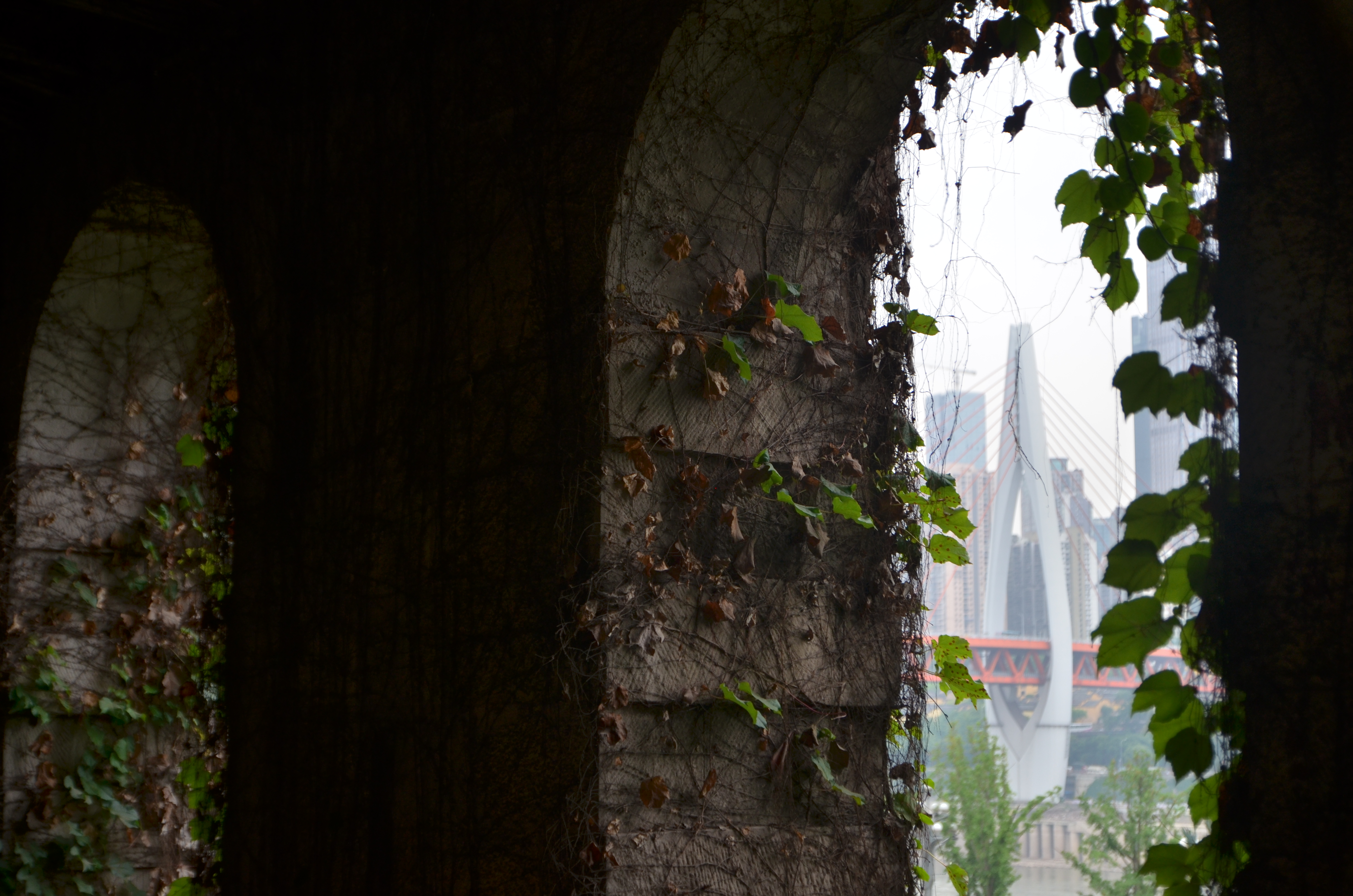
从大楼内看东水门大桥
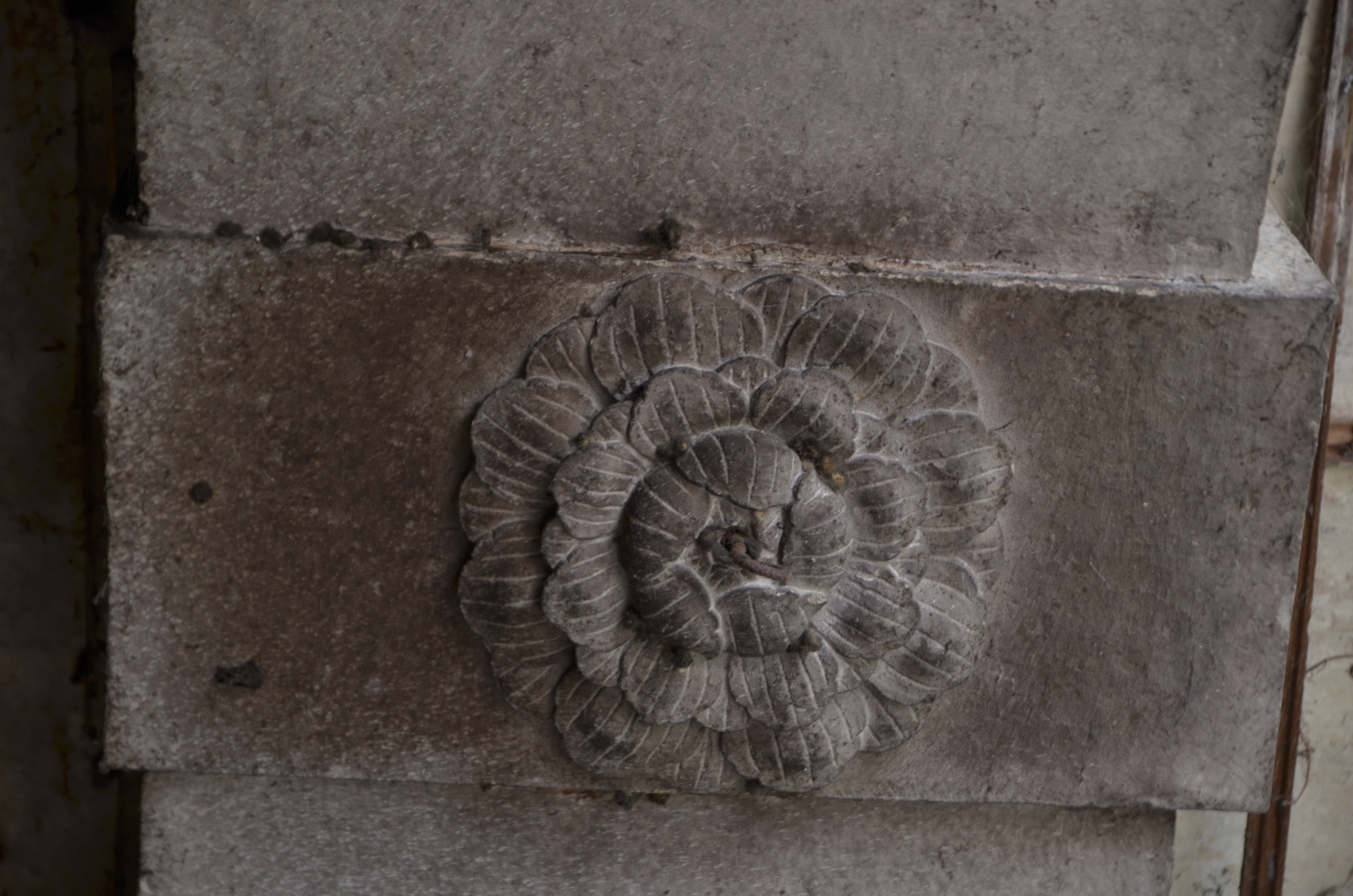
大楼一层拱廊石灰岩雕花内饰